# 沃科尼亞鎮區 (明尼蘇達州卡弗縣)
沃科尼亞鎮區（英語：Waconia）是位於美國明尼蘇達州卡弗縣的一個行政鎮區。

## 地方資料
沃科尼亞鎮區的面積為84.20平方千米，當中陸地面積為70.20平方千米，而水域面積為14.00平方千米。根據2020年美國人口普查的數據，當地共有人口396人，而人口密度為每平方千米4.7人。